# Kominform
La Kominform (acrónimo en ruso de Oficina de Información de los Partidos Comunistas y Obreros) era una organización para el intercambio de información y experiencias entre los partidos comunistas. Era la sucesora de la antigua Komintern, acrónimo ruso de "Internacional Comunista", que había sido disuelta por el presidium de la Internacional durante la Segunda Guerra Mundial.

## Historia
La Kominform fue creada como sustituto de la Komintern entre el 22 y el 27 de septiembre de 1947 durante una conferencia de dirigentes de Partidos Comunistas celebrada en Szklarska Poręba (Polonia). Oficialmente, fue creada el 5 de octubre de 1947. El impulsor de la creación de la Kominform fue el representante soviético, Andréi Zhdánov, quien en respuesta a la Doctrina Truman impulsado por el presidente de los EE. UU., Truman, en Europa Occidental, pronunció un discurso en el que sentó las bases de la nueva política internacional de la Unión Soviética en la que se llamó Doctrina Zhdánov.
Su creación fue la respuesta de Stalin a la Doctrina Truman y con ella buscaba agrupar a los partidos comunistas de la zona bajo influencia soviética (Polonia, Checoslovaquia, Hungría, Bulgaria y Rumanía), a ella se sumaron los poderosos partidos comunistas de Francia e Italia. El Partido del Trabajo de Albania solicitó el ingreso en el Kominform el 26 de octubre de 1947, pero esto no se llegó a materializar.
Una delegación del Partido Socialista Unificado de Alemania (SED) visitó Moscú en diciembre de 1948, para presentar una solicitud de ingreso en el Kominform. Sin embargo, Stalin rechazó esta posibilidad argumentando que el partido no estaba aún "suficientemente maduro". En aquel momento el SED operaba en la Zona de ocupación soviética, pero tras la creación de la República Democrática Alemana (RDA) fue finalmente admitido.
La Kominform sirvió como instrumento a las órdenes del gobierno de Moscú ante el desafío occidental concretado en la doctrina Truman y el Plan Marshall. Sin embargo, la Kominform asistió al primer gran cisma en el mundo comunista:la Yugoslavia de Tito fue acusada de desviacionismo de la doctrina marxista-leninista y expulsada el 28 de junio de 1948. El político comunista francés Charles Tillon llegó a definir al Kominform como un una pequeña "Internacional" camuflada, siempre dirigida desde Moscú.
Su primera sede estuvo en la ciudad de Belgrado, la capital de Yugoslavia, pero en junio de 1948 la Kominform condena al régimen de Tito por separarse de la ortodoxia soviética, y la sede se traslada a Bucarest, la capital de la Rumanía socialista. En 1949, se podía hablar de un bloque socialista formado por la Unión Soviética como líder, además de Albania, Bulgaria, Checoslovaquia, Polonia, Hungría, la República Democrática Alemana y Rumania.
En Bucarest editaba el periódico ¡Por una paz duradera, por una democracia popular! en varios idiomas, entre ellos, el español. Con el inicio de la desestalinización iniciada tras la muerte de Stalin en 1953 y el acercamiento de Nikita Jrushchov a la Yugoslavia de Tito, la Kominform deja de tener relevancia, para ser disuelta en abril de 1956.

## Partidos miembros

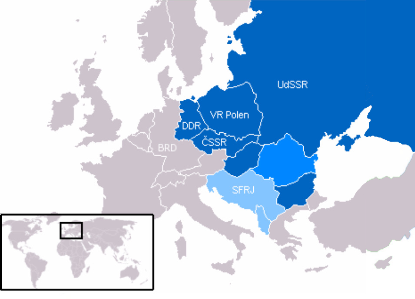
Países miembros del Bloque del Este, también integrantes del Kominform.

| País              | Partido                                  | Notas                                |
| ----------------- | ---------------------------------------- | ------------------------------------ |
| Alemania Oriental | Partido Socialista Unificado de Alemania | Desde octubre de 1949.               |
| Bulgaria          | Partido Comunista Búlgaro                |                                      |
| Checoslovaquia    | Partido Comunista de Checoslovaquia      | Desde 1948                           |
| Hungría           | Partido de los Trabajadores Húngaros     | Desde 1949                           |
| Polonia           | Partido Obrero Unificado Polaco          |                                      |
| Rumania           | Partido Comunista Rumano                 |                                      |
| Unión Soviética   | Partido Comunista de la Unión Soviética  |                                      |
| Yugoslavia        | Partido Comunista de Yugoslavia          | Hasta su expulsión en junio de 1948. |